# Baška (okres Frýdek-Místek)
Baška (německy Baschka) je obec v okrese Frýdek-Místek po obou stranách historické moravsko-slezské hranice. Žije zde přibližně 4 000 obyvatel. Od Frýdku-Místku je obec vzdálena cca 5 km na JJV. Hranici mezi moravskou a slezskou částí obce tvoří řeka Ostravice. Středem Bašky protéká a do Ostravice ústí Bystrý potok; při severovýchodním okraji leží na potoce Baštici rekreačně využívaná vodní nádrž Baška.

## Název
Název vesnice byl odvozen od osobního jména Baš, což byla domácká podoba buď jména Bavor nebo jména Badohost. Význam místního jména byl "Bašova ves". Z roku 1636 je doloženo ojedinělé Baštka.

## Historie
Baška, ležící na slezské straně, je poprvé jmenována v roce 1434 v listině, kterou synové těšínského knížete Boleslava I. Václav, Přemek a Vladislav zastavili Frýdek s okolními vesnicemi panu Arnoštovi z Tworkova. Sousední ves Kunčičky u Bašky má zmínku však ještě starší, a to z roku 1228, kdy je uváděna jako Cunczendorf, první zmínka o Hodoňovicích pak pochází z roku 1388 - v listině je uvedena i pustá ves Quittendorf, první ověřený název Hodoňovic. V roce 1584 při prodeji manství Místecko-frýdlantského je jméno vesnice zapsáno již česky - Hodoňovice.
Už v roce 1723 je v Bašce zmiňován první hamr s pecí. Když převzali frýdecké panství Habsburkové, nechal zde saský princ Albert postavit roku 1806 vysokou pec a slévárnu, která se po něm jmenovala Ercherzog Karl Hütte. Později byl název změněn na Isabella Hütte. Definitivní konec hutí přišel v roce 1908 (výroba se přestěhovala do Třince). O rok později pak dostali dělníci poslední výplatu. V těchto prostorách pak byla také cihelna a textilka, svou budovu zde měla taktéž slévárna kopřivnické Tatry.  V dobách první světové války se v budovách zrušených hutí nacházela vojenská nemocnice. Kostel byl v Bašce vystavěn roku 1933 a je zasvěcen sv. Václavovi.
Německými vojsky byla obec obsazena na večer 14. března 1939. Následující roky přinesly utrpení a strádání většině obyvatel Bašky. Následovalo rozpuštění spolků, pro některé občany věznění, a devět místních občanů bylo popraveno či zahynulo v německých koncentračních táborech: Vilém Bitner, Heřman Hovjacký, Antonín Kochaný, Ludvík Meca, Josef Mikoláš, Alois Ondrušák, Ludvík Špurek, Eduard Ulman. K válečným hrdinům zde patří i Josef Koval (*27. 8. 1899 +3. 3. 1945), který zahynul jako příslušník 1. čs. samostatného sboru (bojoval na východní frontě). Podlehl na následky těžkého zranění, které utrpěl v bojích o Liptovský Mikuláš na Slovensku. Posmrtně byl prezidentem republiky Edvardem Benešem vyznamenán „in memoriam“ Čs. válečným křížem. 
V červnu roku 1938 dochází v Bašce k založení sportovního klubu a sportovního sdružení, roku 1947 se zde otevírá hasičská zbrojnice, svou činnost zde začíná též mandlovna. Velkým mezníkem v minulém století byla taktéž výstavba přehrady, která si postupně získala přízeň mnoha rekreantů, a milovníků vodních sportů.
Právo užívat znak a vlajku bylo obci uděleno rozhodnutím Poslanecké sněmovny Parlamentu České republiky dne 13. června 1995.
30. listopadu 2022 byl v kostele zasvěceném svatému Václavu ubodán místní varhaník Josef ve věku osmnácti let.

## Části obce
- Baška
- Hodoňovice
- Kunčičky u Bašky

## Obyvatelstvo
| Rok            | 1869  | 1880  | 1890  | 1900  | 1910  | 1921  | 1930  | 1950  | 1961  | 1970  | 1980  | 1991  | 2001  | 2011  | 2021  |
| -------------- | ----- | ----- | ----- | ----- | ----- | ----- | ----- | ----- | ----- | ----- | ----- | ----- | ----- | ----- | ----- |
| Počet obyvatel | 1 892 | 2 172 | 2 183 | 2 440 | 2 588 | 2 335 | 3 127 | 3 034 | 3 264 | 3 186 | 3 076 | 2 874 | 3 157 | 3 526 | 3 882 |
| Počet domů     | 236   | 260   | 274   | 287   | 304   | 313   | 473   | 668   | 730   | 783   | 802   | 904   | 993   | 1 135 | 1 296 |

Věková struktura obce z roku 2011.

## Doprava
Okolo Hodoňovic a Kunčiček u Bašky prochází silnice I/56 v úseku Frýdek-Místek - Frýdlant nad Ostravicí, jež je v celém tomto úseku čtyřproudová, samotným centrem obce pak vede silnice II/477, která dále pokračuje na obec Staré Město. Spojení těchto dvou silnic je řešeno mimoúrovňově. Z centra dále vychází silnice III.třídy vedoucí přes Pržno do Frýdlantu nad Ostravicí. Poloha blízko hlavních tahů je pro obec lukrativní, což je sledováno zejména v menším stavebním rozmachu.
Dobrá dopravní obslužnost obce je způsobena napojením na městskou hromadnou dopravu Frýdek-Místek (zajíždí zde linky 303, 314, 317, 319). Občanům slouží 12 autobusových zastávek, spoje jezdí v intervalech cca 15-30 min. Významně se na dopravě v obci podílí též železniční trať Ostrava – Valašské Meziříčí, na níž má obec vlastní zastávku s názvem Baška.
Obcí prochází okružní modrá turistická značka. Obec je rekreačně vyhledávána zejména díky své vodní nádrži.

## Základní škola
Základní škola v Bašce měla 5 ročníků nižšího stupně ZŠ a od školního roku 2019/2020 je to již úplná škola s 1.–9. ročníkem. V současné době je zde ředitelkou školy Mgr. Renáta Válková. Škola byla založena roku 1931.

## Pamětihodnosti
- Kostel sv. Václava
- Socha sv. Jana Nepomuckého
- Kaple Panny Marie v Hodoňovicích
- Pomník obětem 1. a 2. světové války před kostelem
- Bývalá tvrz Baška

## Galerie

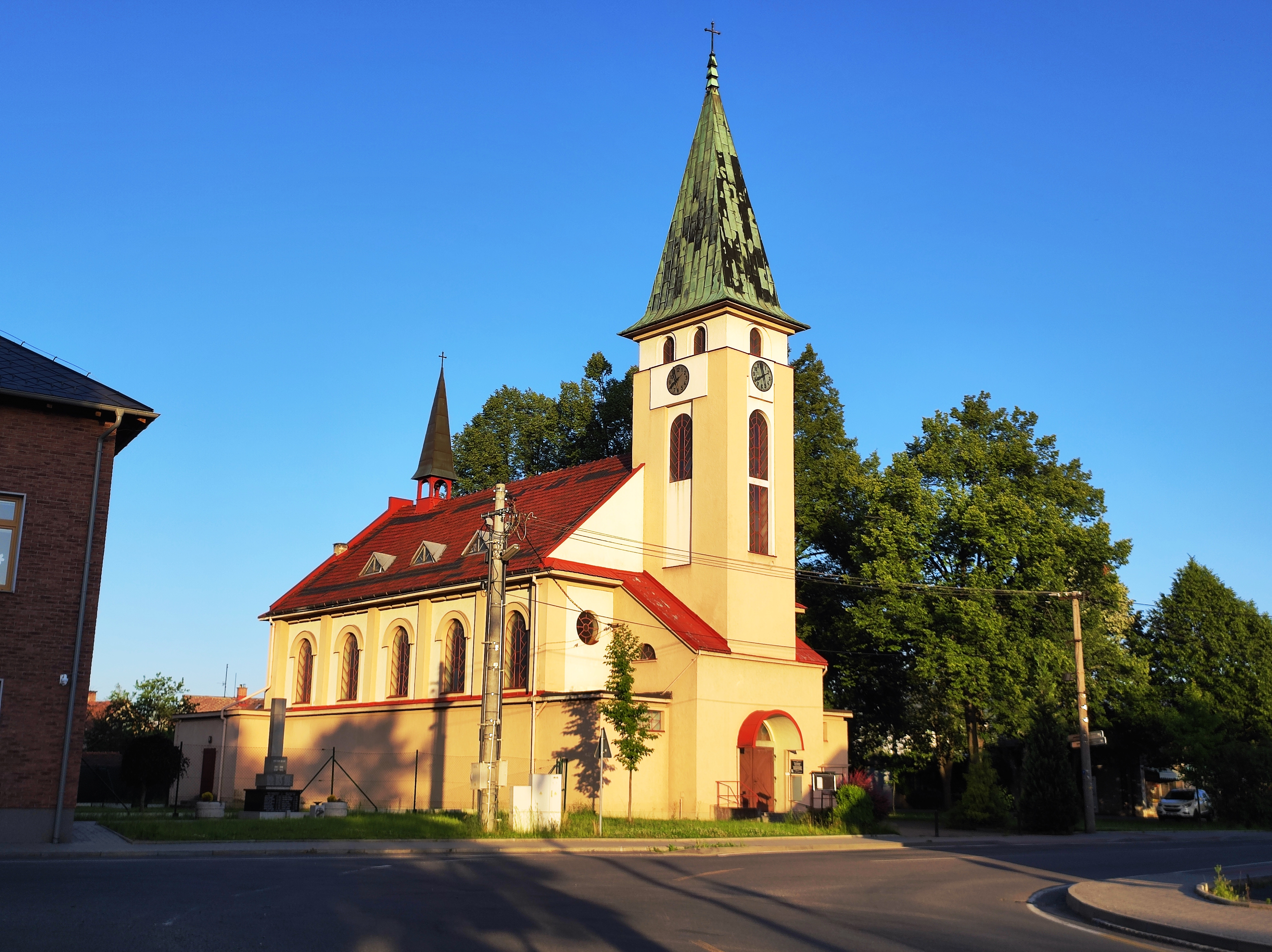
Kostel sv. Václava
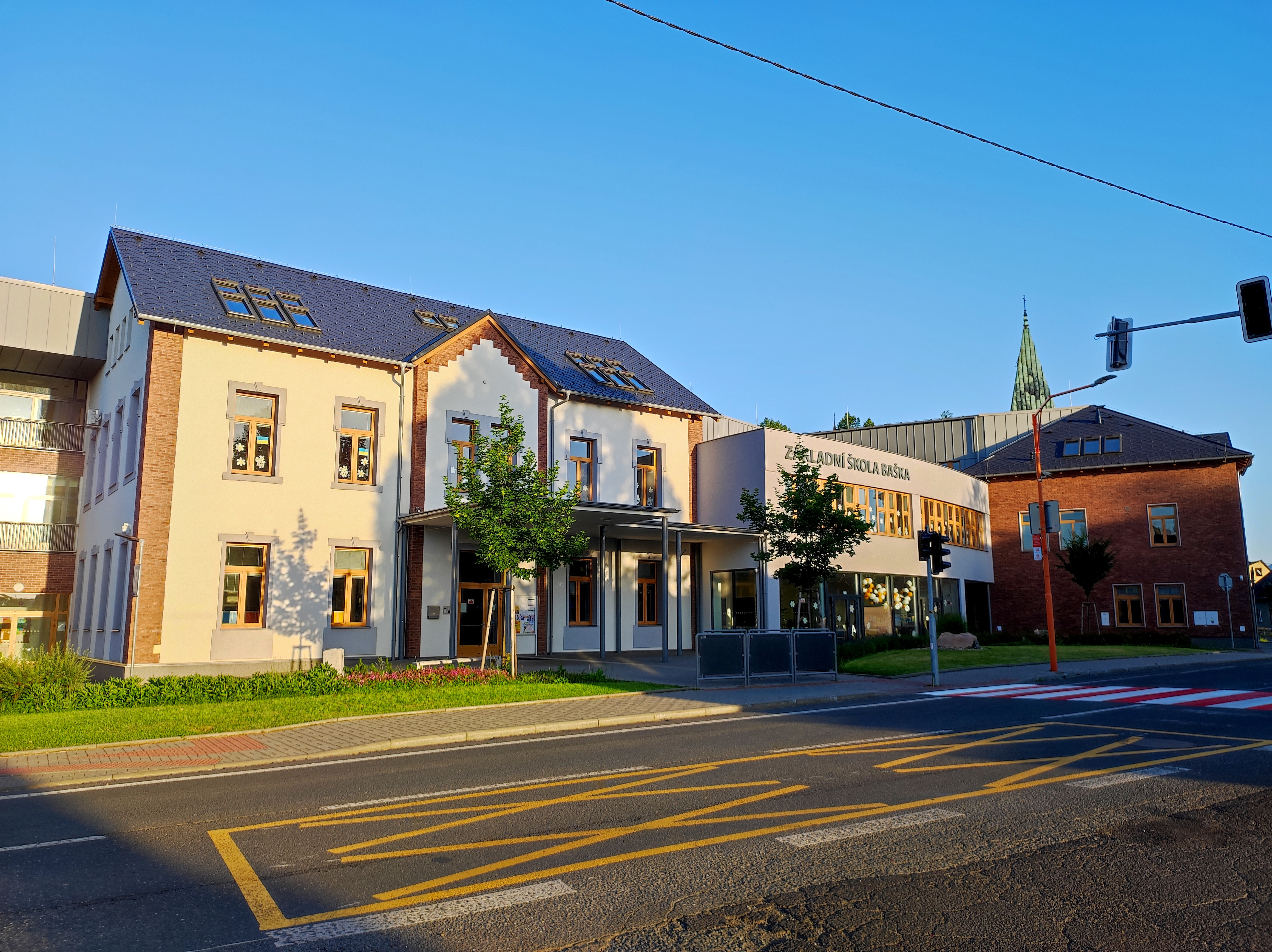
Základní škola
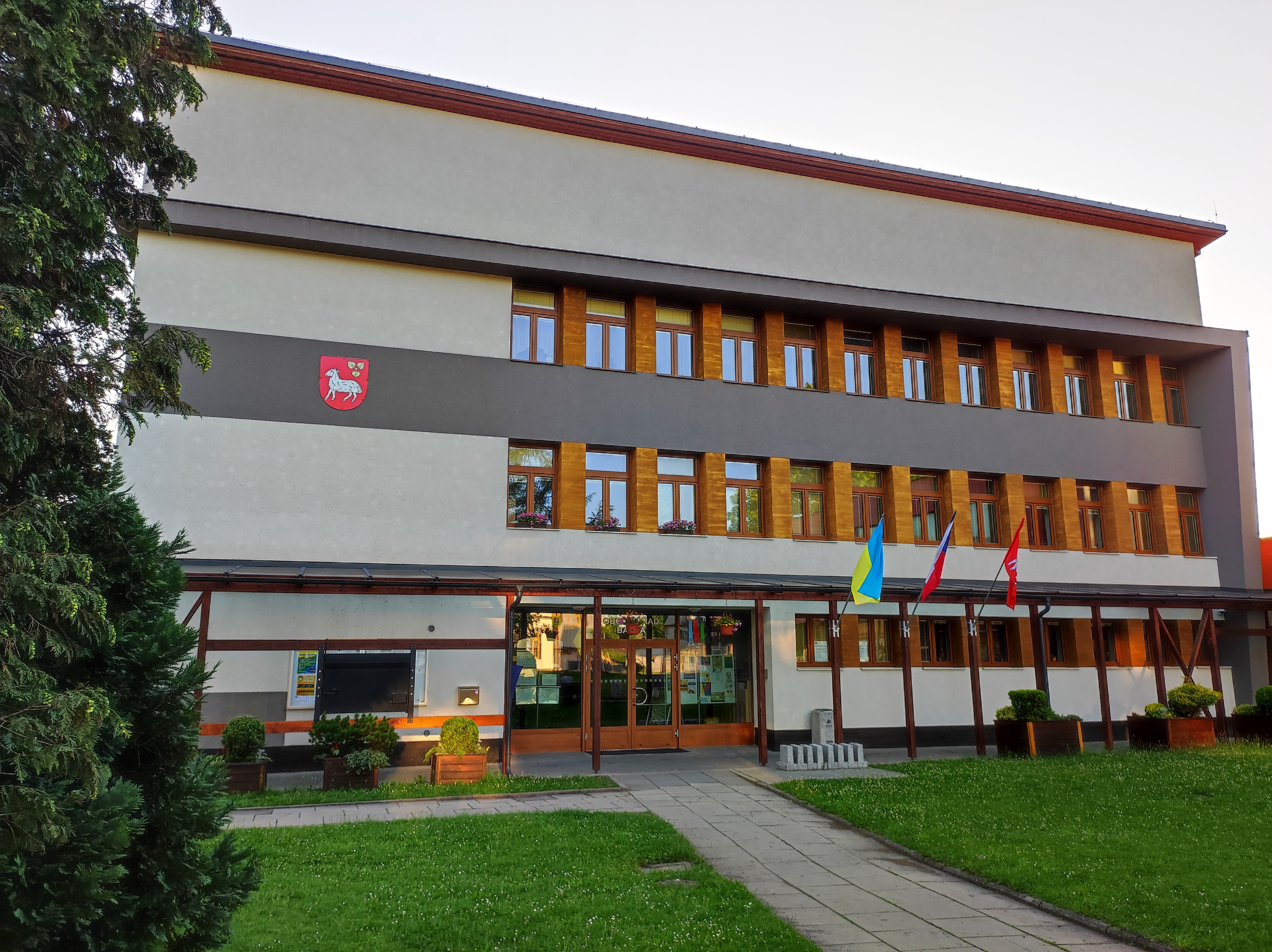
Obecní úřad
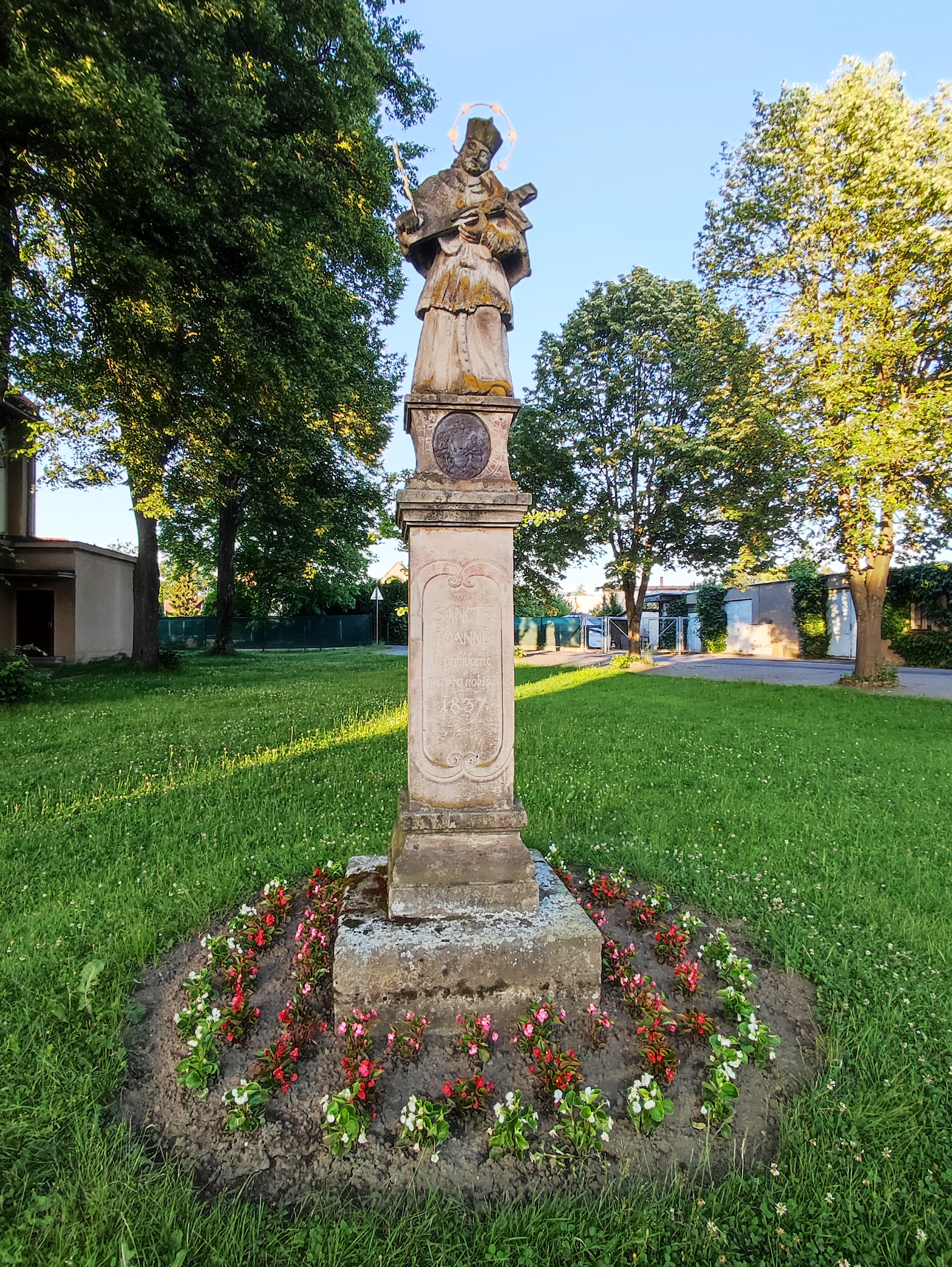
Socha sv. Jana Nepomuckého
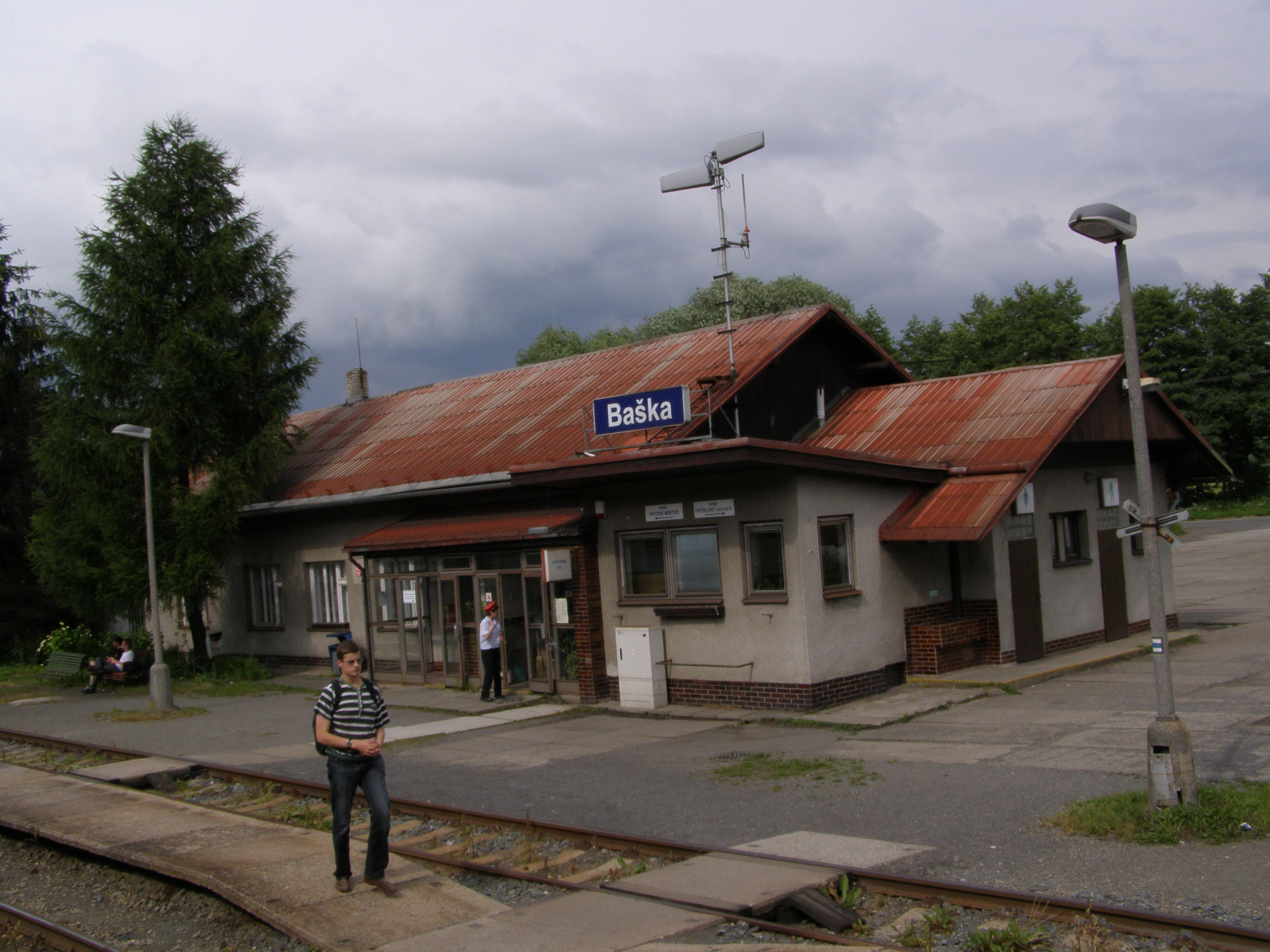
Nádraží v Bašce